# Ewelina Ptak
Ewelina Ptak, nata Klocek (20 marzo 1987), è una velocista polacca.

## Palmarès
| Anno | Manifestazione    | Sede       | Evento      | Risultato        | Prestazione | Note                          |
| ---- | ----------------- | ---------- | ----------- | ---------------- | ----------- | ----------------------------- |
| 2005 | Europei juniores  | Kaunas     | 200 m piani | 8ª               | 24"52       |                               |
| 2006 | Mondiali juniores | Pechino    | 200 m piani | Bronzo           | 23"63       |                               |
| 2006 | Mondiali juniores | Pechino    | 4x100 m     | 5ª               | 44"70       |                               |
| 2007 | Europei under 23  | Debrecen   | 200 m piani | 4ª               | 23"45       |                               |
| 2007 | Europei under 23  | Debrecen   | 4x100 m     | Bronzo           | 43"78       |                               |
| 2007 | Mondiali          | Osaka      | 200 m piani | Quarti di finale | 23"26       | Miglior prestazione personale |
| 2007 | Mondiali          | Osaka      | 4x100 m     | 8ª               | 43"57       |                               |
| 2008 | Giochi olimpici   | Pechino    | 4×100 m     | Finale           | dq          |                               |
| 2009 | Universiadi       | Belgrado   | 4x100 m     | Argento          | 43"96       |                               |
| 2009 | Europei under 23  | Kaunas     | 200 m piani | Argento          | 23"07       |                               |
| 2009 | Europei under 23  | Kaunas     | 4x100 m     | Argento          | 43"90       |                               |
| 2010 | Europei           | Barcellona | 200 m piani | Semifinale       | 23"48       |                               |
| 2012 | Europei           | Helsinki   | 4×100 m     | Bronzo           | 43"06       |                               |
| 2012 | Giochi olimpici   | Londra     | 4x100 m     | Batteria         | 43"07       |                               |
| 2013 | Universiadi       | Kazan'     | 200 m piani | Semifinale       | 23"65       |                               |
| 2013 | Universiadi       | Kazan'     | 4x100 m     | Bronzo           | 43"81       |                               |
| 2013 | Mondiali          | Mosca      | 4×100 m     | Batteria         | 43"18       |                               |
| 2014 | Mondiali indoor   | Sopot      | 4×400 m     | 4ª               | 3'29"89     |                               |
| 2014 | World Relays      | Nassau     | 4×100 m     | 14ª              | 44"59       |                               |
| 2015 | World Relays      | Nassau     | 4x400 m     | 5ª               | 3'29"30     |                               |
| 2016 | Mondiali indoor   | Portland   | 4×400 m     | Argento          | 3'31"15     |                               |
| 2016 | Europei           | Amsterdam  | 4×400 m     | 4ª               | 3'27"60     |                               |